# CCT4
CCT4‏ (Chaperonin containing TCP1 subunit 4) هوَ بروتين يُشَفر بواسطة جين CCT4 في الإنسان.